# James Chambers (Hornist)
James Chambers (* 1920 in Trenton, New Jersey; † 1989) war ein US-amerikanischer Hornist.
Chambers studierte von 1938 bis 1941 am Curtis Institute bei Anton Horner. Nach dem Diplom erhielt er eine Berufung als Solohornist im Philadelphia Orchestra unter Fritz Reiner. 1946 wurde er Solohornist in der New York Philharmonic. Im selben Jahr erhielt er einen Lehrauftrag an der Juilliard School of Music.
Aus gesundheitlichen Gründen trat er 1969 als aktiver Solohornist zurück, blieb jedoch bei den New Yorker Philharmonikern noch 18 Jahre lang als Personalmanager angestellt.
Chambers verfasste neben einer Reihe von Orchesterstudien auch Editionen von Etüdenheften und Solowerken.